# يوحنا عنحوري
يوحنا عنحوري (توفي نحو 1260 هـ / نحو 1845 م) مترجم، سوري. كان يجيد الإيطالية.
من مترجماته:
- «القول الصريح في علم التشريح».
- «منتهى الأغراض في علم شفاء الأمراض».

## المصدر
- يوحنا عنحوري - الأعلام، خير الدين الزركلي، 1980